# 陶納縣 (北達科他州)
陶納县（英語：Towner County）是位於美国北达科他州北部的一個郡，北鄰加拿大馬尼托巴，面積2,698平方公里。根據2020年美國人口普查，共有人口2,162人。縣治坎多。該郡成立於1883年3月8日，縣政府成立於1884年1月24日；縣名紀念牧牛場主、達科他領地議員奧斯卡·M·陶納。